# ماریانا ساوکا
ماریانا ساوکا (انگلیسی: Mariana Savka؛ زادهٔ ۲۱ فوریهٔ ۱۹۷۳) شاعر، مترجم، نویسنده، متخصص ادبیات، و ناشر اهل اوکراین است.